# Église Saint-Marc de Zagreb

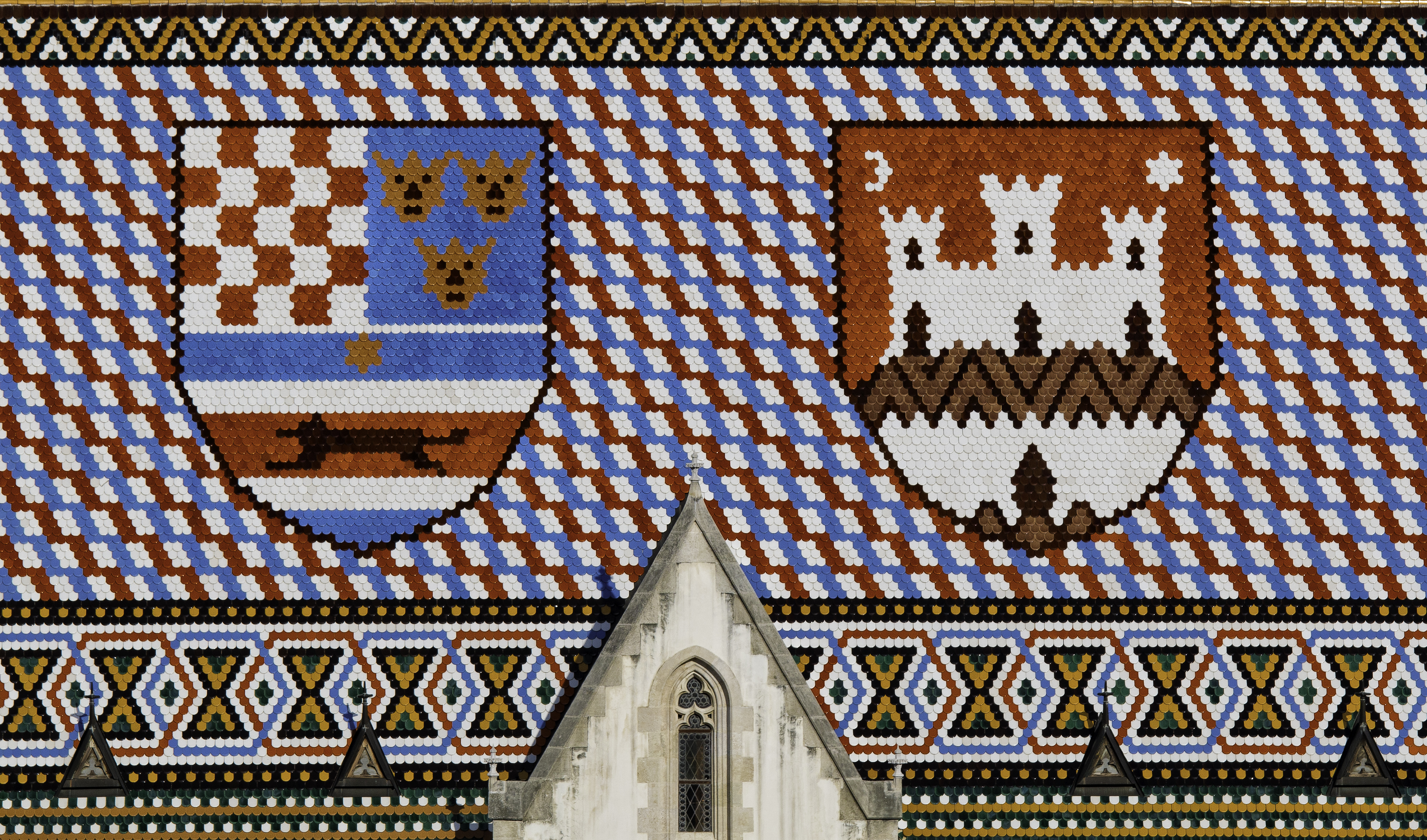
Le toit de l'égliseSaint-Marc. Janvier 2015.

Pour les articles homonymes, voir Église Saint-Marc.
L'église Saint-Marc est une église paroissiale de Gradec (une partie de la Ville Haute Zagreb) en Croatie. Elle est située place Saint-Marc, dans la ville haute (Gorni Grad en croate).

## Histoire et description

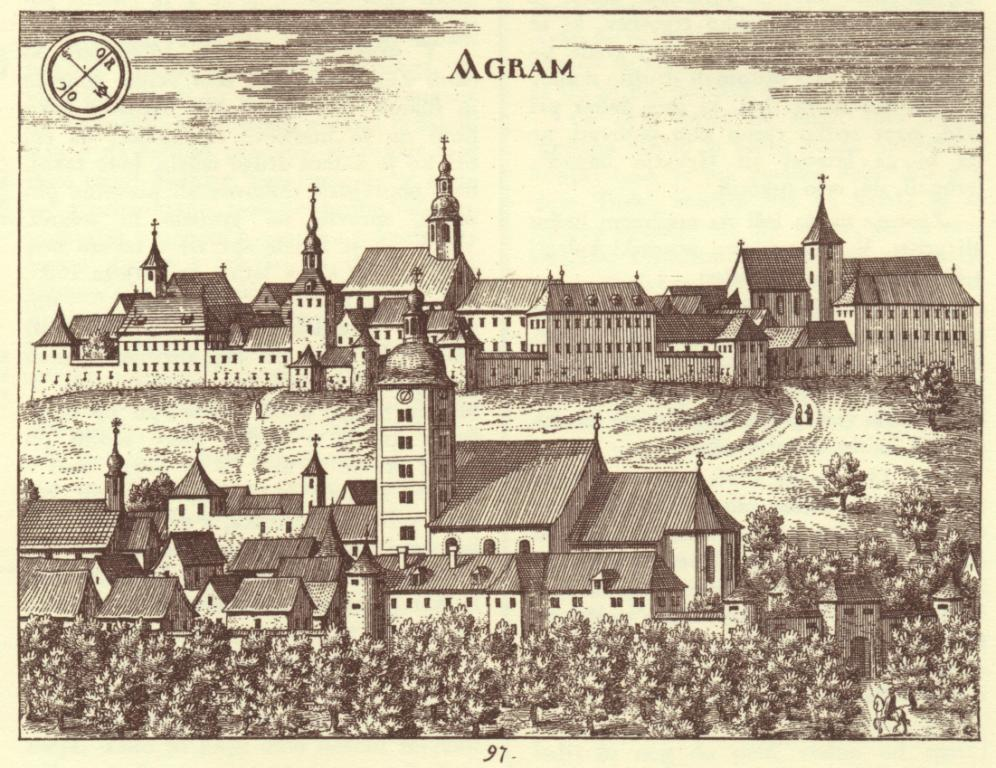
Zagreb en 1689 (gravure sur cuivre).

La fenêtre de style roman trouvée dans sa façade sud est la meilleure preuve que l'église doit avoir été construite dès le XIIIe siècle suivant les plans semi-circulaires de la chapelle de Sainte-Marie (modifiés par la suite).
Dans la seconde moitié du XIVe siècle l'église a été transformée complètement et présentait alors un style gothique à trois nefs.
Des colonnes massives supportent une lourde voûte à nervures découpées dans de la pierre.  Une atmosphère de paix et de sublimité caractérisent la simplicité de l'intérieur de l'église.  La partie la plus remarquable de l'Église Saint-Marc est son portail sud, considéré comme une œuvre des sculpteurs de la famille Parler de Prague (fin du XIVe siècle).
L'intérieur de l'Église Saint-Marc est décoré de plusieurs œuvres d'Ivan Meštrović, parmi lesquelles une Crucifixion qui pare le maître-autel.
Le portail de style gothique est composé de quinze effigies placées dans onze niches peu profondes. Au-dessus du portail, figurent Joseph et Marie avec l'enfant Jésus, et en dessous d'eux on peut voir Saint Marc et le Lion.  Les Douze Apôtres sont placés de chaque côté du portail (quatre statues de bois remplacent les originaux détruits). Par sa composition artistique et son nombre de statues, ce portail est le plus riche et le plus représentatif de l'art gothique de l'Europe du Sud-Est.
À l'extérieur, sur le mur nord-ouest de l'église figure la plus ancienne armoiries de Zagreb sur laquelle est gravée l'année 1499 (l'original est conservé au Musée de la Ville de Zagreb).
Le toit de l'église est composé de tuiles vernissées polychromes figurant d'une part les armoiries de Zagreb (château blanc sur fond rouge) et d'autre part le blason de l'unification des royaumes de Croatie, de Slavonie et de Dalmatie. Le toit a été posé en 1880. La tour de l'église est surmontée d'un clocher à bulbe.